# ランツフート
ランツフート（Landshut）は、ドイツ連邦共和国バイエルン州の都市。ニーダーバイエルン行政管区の区都。2004年に創立800周年を迎えた。市内をイーザル川が流れる。

## 地勢
ミュンヘンの北東約50kmに位置し、周辺都市とは鉄道、高速道路で結ばれる。また、ミュンヘン国際空港に近い（自動車で1時間程度）地の利で、郊外には企業の進出が多い。ドイツテレコム、BMWなど。

## 歴史
この地名の史料への出現は、フライジング司教区本部（Hochstift Freising）の寄進書（Schenkungsbuch）の1150年頃の記載に遡る。1204年、バイエルン公ルートヴィヒ1世によってトラウスニッツ城（Burg Trausnitz）が創建され、城下町として発達した。吟遊詩人のナイトハルト・フォン・ロイエンタールはルートヴィヒ公に従って参戦した十字軍のエジプト遠征（1217-21）の帰途、ランツフートに残してきた愛妻を思って使者を送る歌（夏の歌12）を作っている。1349年、神聖ローマ皇帝ルートヴィヒ4世の没後、バイエルンを分割、次男のシュテファン2世がランツフートを含む下バイエルンを領有した。以後、シュテファン2世の子孫がバイエルンを受け継いでいく（後に上バイエルンも統合）。
1475年、当時の君主であったゲオルクがポーランドからカジミェシュ4世の王女ヤドヴィガ・ヤゲロンカ（Jadwiga Jagiellonka, ドイツ名ヘートヴィヒ Hedwig Jagiellonica）を妃として迎えた際に華やかな結婚式典が行われた。これを記念して4年に一度開かれるランツフーター・ホッホツァイト（Landshuter Hochzeit = ランツフートの結婚式）という祭典は有名である。

## 姉妹都市
- エルギン（Elgin, スコットランド）- 1956年
- コンピエーニュ（Compiègne, フランス）[5]- 1962年
- リート・イム・インクライス（英語版）（Ried im Innkreis, オーストリア）- 1974年
- スキーオ（Schio, イタリア）- 1981年
- シビウ（Sibiu, ルーマニア）- 2002年

## 出身人物
- ヴォルフガング・シュタルク - サッカー審判
- アネッテ・ディトルト - フィギュアスケーター
- ルートヴィヒ・アンドレアス・フォイエルバッハ - 哲学者
- ローマン・ヘルツォーク - 法学者、政治家

## 引用
1. ↑   https://www.statistikdaten.bayern.de/genesis/online?operation=result&code=12411-003r&leerzeilen=false&language=de Genesis-Online-Datenbank des Bayerischen Landesamtes für Statistik Tabelle 12411-003r Fortschreibung des Bevölkerungsstandes: Gemeinden, Stichtag (Einwohnerzahlen auf Grundlage des Zensus 2011)
2. ↑  Landshut/Burg Trausnitz. Bearbeitet von Herbert Brunner und Elmar D. Schmid. München (Bayerische Verwaltung der staatlichen Schlösser, Gärten und Seen) 1993. S. 3.
3. ↑  Landshut/Burg Trausnitz. Bearbeitet von Herbert Brunner und Elmar D. Schmid. München (Bayerische Verwaltung der staatlichen Schlösser, Gärten und Seen) 1993. S. 6.
4. ↑  Die Lieder Neidharts. Hrsg. von Edmund Wießner. 3. Aufl. rev. von Hanns Fischer. Tübingen (Niemeyer) 1968 (Altdeutsche Textbibliothek Nr. 44). S. 13. - Siegfried Beyschlag: Die Lieder Neidharts. Der Textbetand der Fragment-Handschriften und die Melodien. Text und Übertragung, Einführung und Worterklärungen, Konkordanz. Edition der Melodien von H. Brunner. Darmstadt (Wissenschaftliche Buchgesellschaft) 1975 (ISBN 3-534-03592-5). S. 89 = L 18, VII und S. 595.
5. ↑  “Villes jumelées” (フランス語). コンピエーニュ. 2024年2月9日閲覧。